# Po pás v nebi
Po pás v nebi (rusky По пояс в небе) je čtvrté studiové album ruského písničkáře Nikolaje Noskova. Album bylo vydáno 7. března 2006.

## O albu
Nikolaj navštívil Tibet, himálajská poutní místa, a viděl nápis "Thank you" (Děkuji) a krásný chrám; toto místo ho inspirovalo k vytvoření písně. Podle Damira Jakubova se píseň původně nazývala "Směji se ve sněhu" (Стою в снегу). V Baškirii nalezl správný hudební nástroj, který zazní v novém albu, doškovou flétnu Kurai.

## Seznam skladeb
1. По пояс в небе (Po pás v nebi)
2. А на меньшее я не согласен (A čím méně Nesouhlasím)
3. Я не верю (Nevěřím)
4. Побудь со мной (Zůstaň se mnou)
5. Зачем (Proč)
6. Тальяночка (Taliánka)
7. Любовь и еда (Láskou a jídlo)
8. Иду ко дну (Jdu ke dnu)
9. Фенечка (Fenečka)
10. Спасибо (Děkuji)

## Obsazení
- Robert Juldašev – flétna
- Arik Mrktyčan, Pavel Vinogradov – Baskytara
- Aleksandr Ramus, Igor Homič – Kytara
- Edson Petruhin, Ilja Panteleev - Bicí
- Jurij Usoljcev – klavír